# Maxantonia
Maxantonia is een geslacht van halfvleugeligen uit de familie schuimcicaden (Cercopidae). De wetenschappelijke naam van dit geslacht is voor het eerst geldig gepubliceerd in 1922 door Schmidt.

## Soorten
Het geslacht Maxantonia omvat de volgende soorten:
- Maxantonia aurantiaca Nast, 1979
- Maxantonia bahiana (Lallemand, 1924)
- Maxantonia bifurcata Carvalho & Webb, 2004
- Maxantonia cantator Schmidt, 1922
- Maxantonia catella (Jacobi, 1908)
- Maxantonia certa Nast, 1979
- Maxantonia chiriquensis (Lallemand, 1924)
- Maxantonia cognata Nast, 1979
- Maxantonia diversa Nast, 1979
- Maxantonia flabellata Nast, 1979
- Maxantonia fortunata (Lallemand, 1931)
- Maxantonia galeata Nast, 1979
- Maxantonia gracilis Nast, 1979
- Maxantonia inepta Nast, 1979
- Maxantonia innotata (Lallemand, 1949)
- Maxantonia jelskii Nast, 1979
- Maxantonia lineola (Fabricius, 1803)
- Maxantonia lobata Nast, 1979
- Maxantonia mimica Paladini & Cryan, 2012
- Maxantonia mylabroides (Fowler, 1897)
- Maxantonia nigripes (Lallemand, 1931)
- Maxantonia notata (Walker, 1851)
- Maxantonia opulenta Nast, 1979
- Maxantonia plagiata (Burmeister, 1835)
- Maxantonia praeminiata (Fowler, 1897)
- Maxantonia pudica Carvalho & Sakakibara, 1987
- Maxantonia punctigera (Germar, 1821)
- Maxantonia quadrifasciata Le Peletier de Saint-Fargeau & Serville, 1825
- Maxantonia quadriguttata (Walker, 1851)
- Maxantonia quercus Carvalho & Sakakibara, 1987
- Maxantonia rubescens (Lallemand, 1949)
- Maxantonia scindens (Walker, 1858)
- Maxantonia scita (Walker, 1851)
- Maxantonia signifera (Lallemand, 1938)
- Maxantonia speciosa (Lallemand, 1924)
- Maxantonia stabilis Nast, 1979
- Maxantonia trifasciata (Melichar, 1915)